# لیم هیو-جون
لیم هیو-جون (کره‌ای: 임효준؛ زادهٔ ۲۹ مهٔ ۱۹۹۶) ورزشکار اسکیت سرعت مسیر کوتاه اهل کره جنوبی است.
وی در مسابقات کشوری و بین‌المللی در مجموع برندهٔ ۳ مدال طلا، ۳ مدال نقره، ۱ مدال برنز شده‌است.